# Culuhun de Baixo
Culuhun de Baixo (tetum Kuluhun Kraik, deutsch Unter-Culuhun, ehemals indonesisch Kuluhun Tengah, deutsch West-Culuhun) ist eine osttimoresische Aldeia. Sie liegt im Süden des Sucos Acadiru Hun (Verwaltungsamt Nain Feto, Gemeinde Dili) und entspricht in ihrer Ausdehnung dem gleichnamigen historischen Stadtteil. In Culuhun de Baixo leben 784 Menschen (2015).
Nördlich von Culuhun de Baixo, jenseits, der Avenida 20 de Maio, befindet sich die Aldeia Nu'u Badac, östlich des Flussbetts des Mota Bidau der Suco Culu Hun, südlich der Avenida da Liberdade de Imprensa der Suco Bemori und westlich der Rua de Bé-Mori der Suco Santa Cruz mit dem Stadtteil Ailele Hun.
2018 kam es hier zur Tragödie von Culuhun, bei der ein betrunkener Polizist drei junge Männer erschoss. Der Vorfall löste allgemeine Empörung aus.